# 호세 펠릭스 에스티가리비아

호세 펠릭스 에스티가리비아(José Félix Estigarribia, 1880년 ~ 1940년)는 파라과이의 군인이자 정치가로 차코 전쟁에서 뛰어난 전술을 사용해 승리를 이끌었고 대통령까지 역임했다.
1910년 군대에 입대해 칠레와 프랑스에서 군사 교육을 받고 1932년~1935년 볼리비아와의 차코 전쟁에 총사령관으로 임명되어 뛰어난 전략전술과 주변의 지형을 잘 활용하여 승리를 이끌어 영웅이 되었다.
부하 라파엘 프랑코의 혁명으로 군사령관직에서는 해임당하여 미국 공사가 되었으며 1939년 선거에서 대통령이 되었으며 혼란 해소를 위해 헌법을 정지시키는 등 독재자로 군림하기 시작했다.
그러나 1940년 내륙지방 순회 도중 비행기 추락 사고로 사망했다.
파라과이의 50과라니 화폐에 그의 초상이 그려져 있다.